# パワードーム半田
パワードーム半田（パワードームはんだ、Power Dome Handa）は、愛知県半田市に所在するショッピングセンター。
パワードーム半田内に本社を置く山田紡績株式会社が施設を保有し運営を行う。

## 歴史
1990年（平成2年）、前身となる「ネクステージ半田」として開業し、核テナントとしてヤオハンが出店した。
バブル景気の波に乗って成功を収めた和田一夫率いるヤオハンは「ネクステージ」の店舗ブランドでショッピングモールを展開していたが、半田市に進出し、山田紡績の所有地に巨大ショッピングモール「ネクステージ半田」を開業した。店舗面積は約3万m2に及ぶ知多半島最大のショッピングモールとして建設され、ドーム状の建物の店内には吹き抜けを設け、店内に水路を造り水を流すなど、かつてのそごうを思わせる百貨店のような豪華な内装であった。
1997年（平成9年）、核テナントであったヤオハンが経営破綻により撤退。残った店舗で営業を続けるも、翌1998年（平成10年）に閉鎖された。
なお、ヤオハンは1994年（平成6年）には同じ愛知県の知立市にも「ネクステージ知立」を開業したが、ヤオハンの経営破綻後にユニーが同店を買収し、翌1998年（平成10年）4月には「ギャラリエアピタ知立店」として早々にリニューアルオープンを果たしている。しかし「ネクステージ半田」は閉鎖後になかなか買い手がつかず、しばらく廃墟モールとして放置されていた。
その後、4年の期間を経て、2002年（平成14年）9月6日より「パワードーム半田」として再オープン、核テナントとしてバロー半田店が出店した。

### 沿革
- 1990年（平成2年）9月 - ヤオハンを核テナントとしたショッピングセンター「ネクステージ半田」としてオープン[5]。
- 1997年（平成9年）2月 - ヤオハンが経営破綻し撤退。残った店舗で営業を継続。
- 1998年（平成10年）2月 - ネクステージ半田が閉鎖[2]。
- 2002年（平成14年）9月 - 「パワードーム半田」として再オープン[1]。バロー半田店[7]を核テナントとし、ミドリ電化（後にエイデン→エディオン）などが出店。

## フロア構成
フロア構成と各テナントの詳細については、公式サイト「フロアマップ」を参照。
主なテナントのみ記載（2023年3月現在）。

### 3階
- 駐車場

### 2階
- エディオン
- アクトス

### 1階
- バロー
- 知多信用金庫
- ロッテリア
- マツオカ
- インフォメーションセンター、催事場
- 宝くじ売場「半田パワードーム チャンスセンター」

### 地下1階
- ダイソー
- 服部家具センター
- フードコート
  - スガキヤ
- 地下駐車場

## 交通アクセス

### 車
- 知多半島道路「半田中央IC」から県道265号を東進、約10分。

### 鉄道
- JR武豊線「乙川駅」下車、徒歩約10分。

### 路線バス
- 半田市公共交通バス「ごんくる」 半田中央線(南吉バス)
  - 「パワードーム半田」下車。
- 半田市公共交通バス 岩滑小線(ごん吉くんバス)
  - 「パワードーム半田」下車。（火・木曜日のみ運行）
- 半田市公共交通バス 瑞穂線(さくらバス)
  - 「パワードーム半田」下車。（朝9時半以降のみ経由）
- 知多バス半田北部線
  - 「乙川新町」下車、徒歩約4分。